# M14 (mine terrestre)

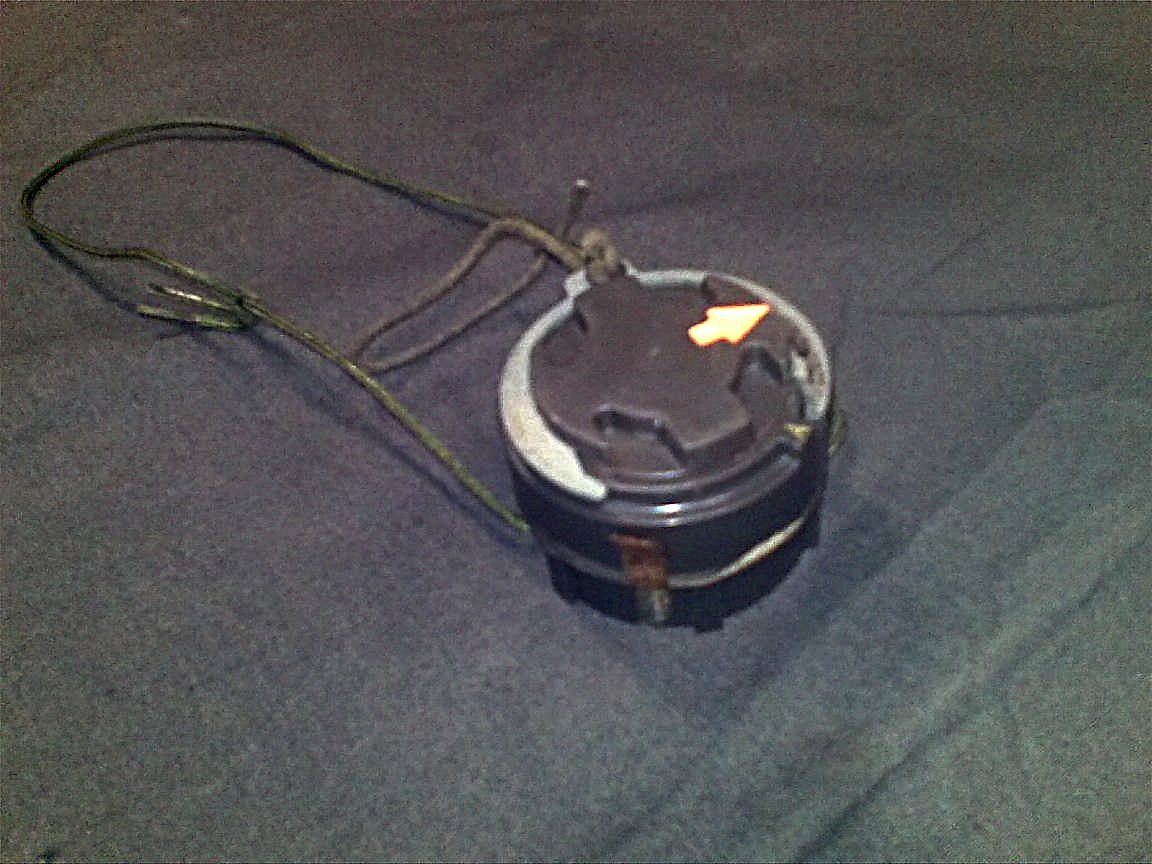
Mine M14.

La M14 est une petite mine terrestre de type antipersonnel de forme cylindrique avec une fusée activée par pression. Elle
produit très peu de fragmentation et est conçu pour neutraliser plutôt que de tuer sa victime avec son explosion. Son contenu métallique faible rend la mine très difficile à détecter avec de l'équipement de déminage magnétique. Sa petite taille et sa masse légère la rendent facile à transporter et à utiliser en grandes quantités.

## Spécifications techniques
La mine se compose d'une charge principale (28,4 g de tétryl) et un fusible en matière plastique avec un percuteur en acier. Elle est de forme cylindrique (56 millimètres de diamètre et 40 millimètres de haut) et pèse 99,4 grammes. Une force d'entre 11,5 et 13.5 daN sur la plaque de pression vers le bas provoque le ressort "Belleville" à pousser le percuteur dans le détonateur pour activer la mine. 
La M14 a été modifiée par le collage d'une rondelle de métal au bas de la mine. La modification a été réalisée pour améliorer la détectabilité de la mine. Les mines non modifiées ne sont pas autorisées pour l'utilisation par les forces américaines.

## Utilisation
Les États-Unis estiment que la situation de sécurité dans la péninsule Coréenne comme un cas unique; lors de la négociation de la Convention sur l'interdiction des mines antipersonnel, le pays se permet le droit d'utiliser des mines antipersonnel en Corée jusqu'à ce que des alternatives deviennent disponibles ou que le risque d'agression a été supprimé. Cette politique a éliminé l'utilisation des mines M14 et des mines M16 seulement à l'extérieur de la République de Corée.